# لاکهید ای‌سی-۱۳۰
لاکهید ای‌سی-۱۳۰ نوعی هواگرد تهاجمی به‌شدت مسلح و یکی از انواع هواپیمای ترابری نظامی سی-۱۳۰هرکولس است. بدنهٔ این هواپیما توسط شرکت لاکهید مارتین ساخته شده و شرکت بوئینگ مسئول تجهیز و تبدیل آن به هواپیمایی جنگی و پشتیبانی از آن است.
تنها کاربر این هواپیما نیروی هوایی ایالات متحده آمریکا است که از آن برای پشتیبانی نزدیک هوایی مانند حمایت از نیروهای زمینی و محافظت از کاروان‌ها و عملیات‌های پروازی شهری، حملات هوایی تاکتیکی به اهداف زمینی و پیشگیری از حمله دشمن همچون محافظت از پایگاه‌های هوایی و تأسیسات مشابه استفاده می‌کند. این هواپیما در دو مدل AC-130H Spectre و AC-130U Spooky تولید شده‌است. مدل ای‌سی-۱۳۰ اسپکتر مجهز به دو توپ ۲۰ میلی‌متری ام۶۱ ولکان، یک توپ اتوماتیک ۴۰ م‌م بوفورس و یک توپ هویتزر ۱۰۵ میلی‌متری ام۱۰۱ است. مدل اسپوکی نیز به جای توپ‌های ولکان از یک توپ ۲۵ م‌م جی‌ای‌یو-اکوالایزر استفاده می‌کند و مجهز به سیستم کنترل آتش پیشرفته‌تر و فضای بیشتری برای حمل مهمات است.

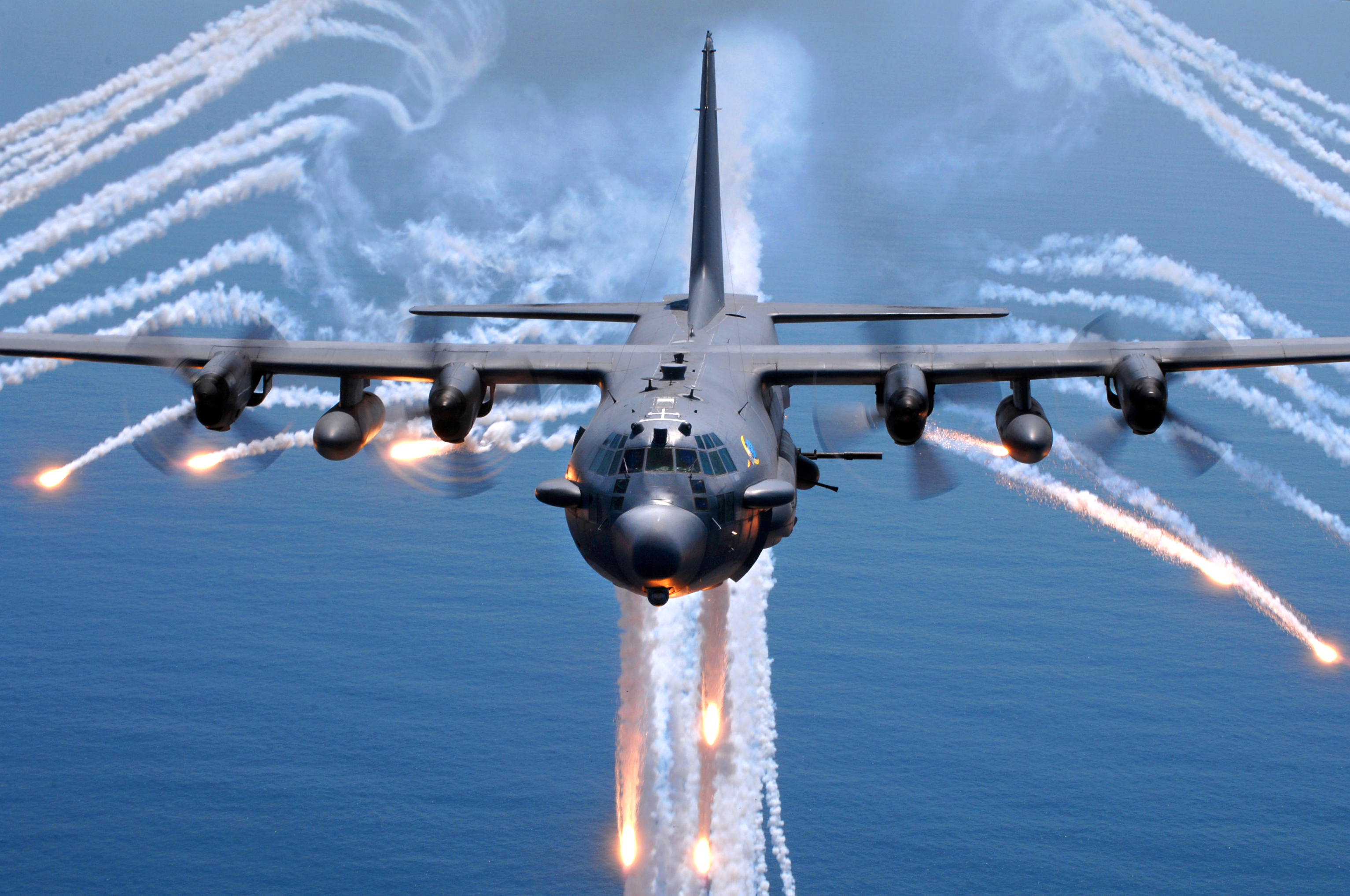

این هواپیما در جنگ ویتنام به عنوان جایگزینی برای ای‌سی-۴۷ اسپوکی به منظور افزایش برد عملیاتی و استقامت پروازی و ظرفیت بیشتر حمل مهمات طراحی شد و نخستین نمونه‌های آن در سال ۱۹۶۷ با تبدیل تعدادی از هواپیماهای سی-۱۳۰آ به پیش‌نمونه ای‌سی-۱۳۰آ تولید شد.